# México en los Juegos Paralímpicos de Pekín 2022
México estuvo representado en los Juegos Paralímpicos de Pekín 2022 por un deportista masculino. El equipo paralímpico mexicano no obtuvo ninguna medalla en estos Juegos.